# Adam Goswin Glaser
Adam Goswin Glaser (* 17. August 1815 in Dorsten; † 24. Februar 1900 in Düsseldorf) war ein deutscher Stahl- und Kupferstecher der Düsseldorfer Schule.

## Leben

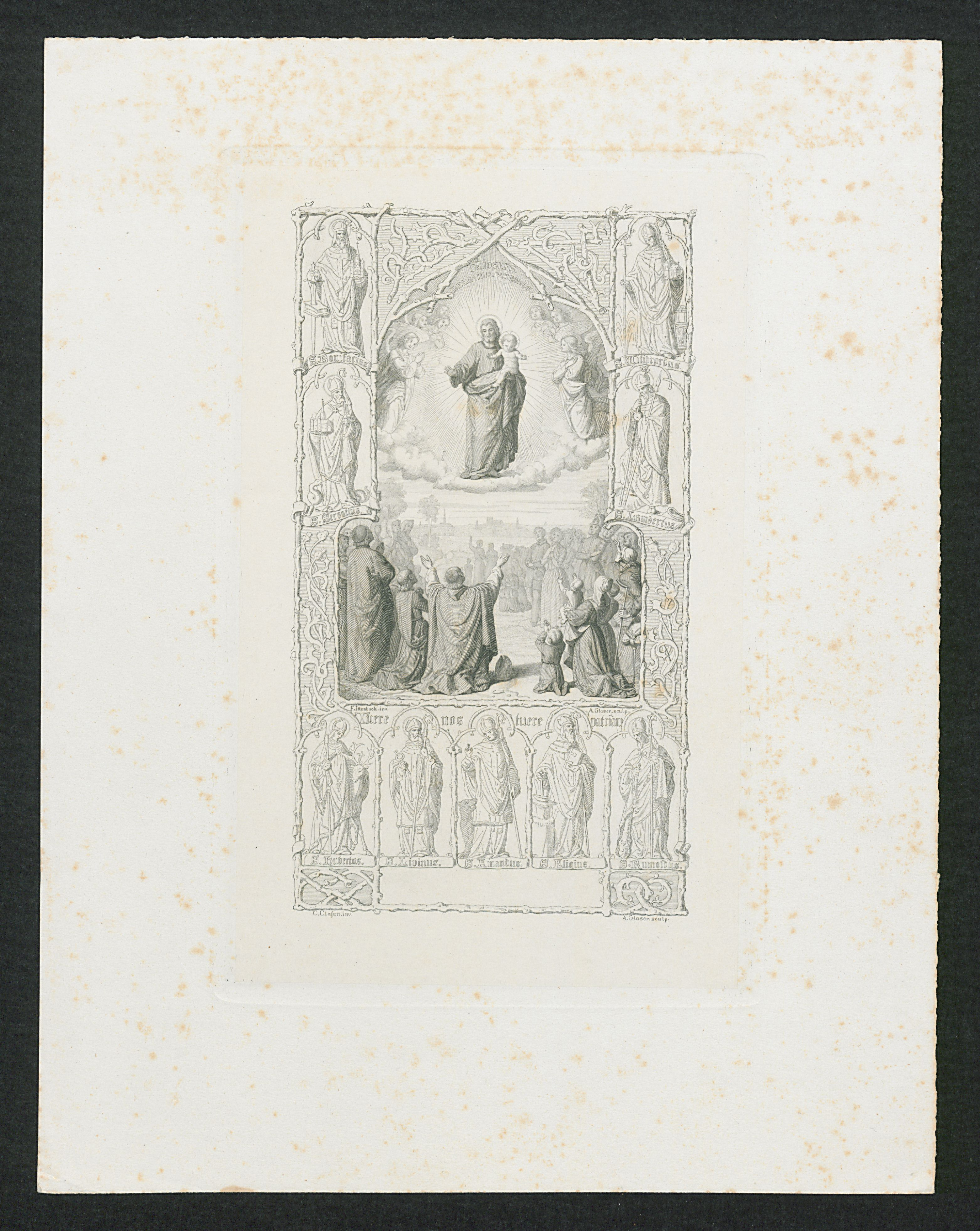
Joseph mit dem Jesuskind, Radierung nach Vorlagen von Franz Ittenbach und Carl Clasen

Glaser, Sohn eines Handwerkers, studierte nach dem Besuch einer Sonntagsschule, in der er Talent zum Zeichnen zeigte, in den Jahren 1835 bis 1844 an der Kunstakademie Düsseldorf Malerei. Dort gehörte er zu den ersten Schülern von Joseph Keller, der an der Düsseldorfer Akademie eine namhafte Kupferstecherschule begründete und zu den Hauptakteuren des Vereins zur Verbreitung religiöser Bilder zählt. Auch Glaser führte er in seiner strengen, reinen Linienmanier an die reproduzierende religiöse Druckgrafik heran. Für den Verein zur Verbreitung religiöser Bilder schuf Glaser mehrere Platten für kleinformatige Heiligenbilder, unter anderem das Motiv Maria vom guten Rat. Glaser blieb in Düsseldorf ansässig und heiratete am 30. April 1844 Elisabeth Brackel († 1867). Das Paar hatte mehrere Kinder. Ab 1844 fertigte Glaser für den Kunstverein für die Rheinlande und Westfalen mehrere Auftragsarbeiten. Große Anerkennung fand er für den um 1850 vollendeten Stich Die Anbetung der heiligen drei Könige nach Francesco Francia, zu dessen Herstellung er 1845 nach Dresden gegangen war und im Auftrag des Kunstverlages Ernst Arnold in der Gemäldegalerie Alte Meister eine Zeichnung als Vorlage entwickelte. Es folgten Aufträge anderer Verlage, so vom Kunstverlag Otto Joseph Rings in Düsseldorf. Glaser zählte zu den Gründungsmitgliedern des Künstlervereins Malkasten, dem er von 1848 bis 1854 und von 1859 bis 1870 angehörte. Dieser Verein besitzt ein Porträt, das Joseph Kehren 1851 von ihm malte. Für seine Arbeiten ehrte ihn der König von Preußen, der mehrere Stiche von ihm erwarb, mit der Goldenen Medaille für Kunst.

## Werk (Auswahl)
Glaser schuf zumeist großformatige Bilder mit biblischen Historien nach Gemälden alter Meister sowie nach Vorlagen von zeitgenössischen Hauptvertretern der Düsseldorfer Malerschule.
- Die Madonna als Himmelskönigin nach Ernst Deger
- Verkündigung Mariae nach Ernst Deger, 1844[1]
- Die Anbetung der heiligen drei Könige nach Francesco Francia, 1845–1850
- Die Kreuzschleppung nach Paolo Veronese
- Verkündigung Mariae nach Ernst Deger, Stahlstich, um 1860, Jahresgabe für die Mitglieder des Kunstvereins für die Rheinlande und Westfalen[2]
- Der Zinsgroschen nach Tizian, um 1860, Jahresgabe 1861 für die Mitglieder des Kunstvereins für die Rheinlande und Westfalen
- Der gute Hirt nach Joseph Kehren
- Der Jüngling zu Nain nach Peter Joseph Molitor
- Die trauernden Juden nach Eduard Bendemann